# Radio Carrera
Radio Carrera fue una estación radial chilena ubicada en el 960 kHz del dial AM en Santiago de Chile. Inició sus transmisiones el 1 de febrero de 1958 con el nombre de Radio José Miguel Carrera, siendo sucesora de Radio Hispania. Últimamente su programación estuvo dedicada a algunos programas de producción externa, espacios de fe y música variada.

## Historia
Don Oscar Pizarro Escalante, tras previa autorización, concreta su proyecto el 1 de febrero de 1958, cuando comienzan las transmisiones de la radio. Desde ese entonces Radio Carrera se ha caracterizado por mantener una programación distinta al resto de las emisoras.
A mediados de la década de 1960, la emisora se identificó como Radio Sport Carrera, manteniendo una línea puramente deportiva, en esta emisora debutó como comentarista deportivo el recordado exfutbolista Sergio Livingstone. El periodista Omar Marchant (cuyo verdadero nombre era Horacio Maira Orrego), conversó con el "Sapo" Livingstone en uno de los camarines del Estadio Nacional durante el partido Chile vs. Argentina jugado el 18 de noviembre de 1959 para que fuera comentarista deportivo en esa emisora a partir del 2 de enero de 1960. Posteriormente Radio Carrera cambiaría su estilo durante los años '70, donde su programación era basada únicamente en música orquestada.
Durante la dictadura militar Radio Carrera se destacó junto con las radios Cooperativa, Chilena y Santiago como una de las emisoras que defendían la resistencia a la dictadura y la libertad de expresión, muchas veces con el riesgo de ser clausurada.
En 1986 Radio Carrera empezó a transmitir las carreras de caballos desde el Club Hípico de Santiago como también desde el Hipódromo Chile. Nombres como el ya mencionado Omar Marchant (Q.E.P.D.), quien era el director y conductor de las transmisiones hípicas en esa época, Hugo Vuskovic, Víctor Albarrán, Francisco Troncoso Trudeau, Juan Espinoza Cataldo, Julio César Navarrete Pacheco, Octavio Sufán Espejo (Q.E.P.D.), Rodrigo Romero, Juan Antonio Torres Cabezas (Q.E.P.D.) entre otros lucieron sus voces a través del 96 de la Amplitud modulada.
El 1 de mayo de 1995 Radio Carrera lograría su mayor transformación, ya que su segmento hípico fue arrendado por Producciones y Comunicaciones Mustang Ltda., propiedad del destacado comunicador chileno Elías Gómez Mejías (locutor oficial del Hipódromo Chile desde 1970) lo que haría que la emisora no sólo transmitiera las carreras de caballos desde los hipódromos centrales, a su vez empezaron las transmisiones desde el Club Hípico de Concepción (y a partir de 2000 desde el desaparecido Club Hípico de Antofagasta), el programa hípico radial tuvo el nombre Vamos a la Hípica que ya tenía su versión televisiva emitida por UCV Televisión (septiembre 1993-enero 2006) y posteriormente en Teletrak TV desde 2003 a la fecha.
En 2009, el locutor Elías Gómez, después de casi 15 años vendió su parte de arriendo de Radio Carrera al Club Hípico de Santiago, pero siguió en la emisora realizando las transmisiones a través de su productora Producciones y Comunicaciones Mustang Ltda. También en 2009 Radio Carrera se trasladó a sus estudios ubicados en el Club Hípico de Santiago: Av. Blanco Encalada 2540, Santiago.
El 9 de julio de 2018, se anunció que desde el 1 de agosto de ese año el programa Vamos a la Hípica pasaría a transmitirse por Radio Nacional de Chile, al mismo tiempo hubo un proyecto de reformular las transmisiones hípicas de la radio de la mano de su director Wilfredo Fernández Maureira tras el vacío dejado por Vamos a la Hípica, incluso rumoreándose de nombres que antiguamente trabajaron en la emisora, lamentablemente con el pasar de los días el proyecto no funcionó como se esperaba y a fines de septiembre de ese año se les comunicó a sus funcionarios que la emisora dejaba de transmitir las carreras de caballos de los diferentes hipódromos del país. Así se dio fin a 32 años ininterrumpidos de transmisiones hípicas en Radio Carrera.
En enero de 2020, Luis Fernando Pizarro Romero, debido a la baja progresiva en la sintonía y una complicada situación económica, decidió vender la concesión de la emisora a Comunicaciones Dossil y Cía. Ltda., pasando a llamarse de forma transitoria, Nueva Radio Carrera, con una programación distinta a su antecesora, la antigua Radio Carrera finalizó oficialmente sus transmisiones el día miércoles 22 de enero de 2020, sin embargo mantuvo el nombre hasta el sábado 1 de febrero de ese año, cuando la emisora pasó a llamarse Dossil Radio Chile, así terminó la historia de esta emblemática emisora.